# UWC México 54
UWC México 54: Gordillo vs. López fue un evento de artes marciales mixtas producido por Ultimate Warrior Challenge México, que se llevó a cabo el 28 de julio de 2024 en el Entram Gym de Tijuana, Baja California, México.